# Munteni (okręg Neamț)
Munteni – wieś w Rumunii, w okręgu Neamț, w gminie Văleni. W 2011 roku liczyła 371 mieszkańców.